# تلخ أب أحمد زادة (بابويي)
تلخ أب أحمد زادة (بالفارسية: تلخآب احمدزاده) هي قرية تقع في إيران في قسم بابويي الريفي. يقدر عدد سكانها بـ 26 نسمة بحسب إحصاء 2016.